# Primero Justicia
Justice d'abord (en espagnol : Primero Justicia) est un parti politique vénézuélien.
Le parti est dirigé par Julio Borges de 2000 à 2022, puis par María Beatriz Martínez à partir de cette date. En 2024, le Tribunal suprême de justice nomme José Brito à la tête du parti, ce qui est contesté par l'aile majoritaire du parti.

## Historique
En 1992, un groupe d'étudiants de l'université, sous la direction de Alirio Abreu Burelli, crée une association de défense des droits civils en raison de leur perception d'une détérioration du système judiciaire vénézuélien. L’association est transformée en parti politique en 2000. Le National Endowment for Democracy attribue une donation durant cette période à l'International Republican Institute - lié au Parti républicain - pour approfondir le travail avec Primero Justicia.
Le parti a été officiellement créé en 2000, à l'occasion des élections législatives, et 5 de ses membres ont alors été élus. Pour les partisans d'Hugo Chávez, le parti est plus à droite qu'il ne le prétend.
En 2005, il était parmi les partis qui se sont retirés des élections législatives du pays en alléguant fraude électorale, et qui ont appelé au boycott du scrutin.
Le 7 octobre 2012, son candidat, Henrique Capriles, perd l'élection présidentielle avec 44,31 % des suffrages exprimés (6 591 304 voix) contre Hugo Chávez, qui obtient 55,07 % des suffrages (8 191 132 voix). Il réalise ainsi le meilleur score pour un candidat de l'opposition face à Chávez depuis la première élection de celui-ci, en 1998. Quelques semaines plus tard, Capriles est réélu au poste de gouverneur de l’État de Miranda.
Le 14 avril 2013, après la mort d'Hugo Chávez, un scrutin anticipé est organisé. Alors que la plupart des sondages accordaient une avance de 10 à 20 points à Maduro, Capriles obtient 49,12 % des voix. Il refuse de reconnaître ces résultats, dénonçant des milliers d'irrégularités ayant entaché le scrutin, ainsi que mettant en cause l'impartialité du Conseil national électoral, dont quatre membres sur cinq se déclarent chavistes. Deux jours après le vote, des manifestations ont lieu et des affrontements provoquent la mort d'au moins sept personnes.
Le 10 décembre 2015, lors des élections législatives de 2015, l'opposition de la MUD remporte le scrutin, et le parti obtient 33 sièges sur 167.
Le 15 octobre 2017, le GPP obtient 17 États contre 1 pour le PJ lors des élections régionales. Le 23 octobre, Juan Pablo Guanipa, gouverneur élu de Zulia et membre de Primero Justicia, refuse de prêter serment devant l'Assemblée nationale constituante, et reçoit le soutien du chef de son parti, Henrique Capriles, contrairement aux quatre gouverneurs issus d'Action démocratique, Antonio Barreto Sira, Ramón Guevara, Alfredo Diaz et Laidy Gómez, qui ont accepté de le faire. Le 26 octobre 2017, Juan Pablo Guanipa est formellement destitué par l'Assemblée constituante et une élection partielle est fixée en même temps que les élections municipales, en décembre 2017. En attendant, Magdely Valbuena, présidente du Conseil législatif de l'État, assure l'intérim.
Plusieurs partis associés à la MUD, dont Primera Justicia, boycottent les élections municipales de 2017.
Le 17 juin 2020, le Tribunal suprême de justice décide de remplacer Julio Borges par José Brito. La mesure est suspendue le 4 septembre 2020.
José Brito est candidat à l'élection présidentielle vénézuélienne de 2024 pour Primero Venezuela. En avril 2024, il reprend le contrôle de Primero Justicia. L'aile majoritaire soutient la candidature d'Edmundo González Urrutia.

## Positionnement
Le positionnement du parti fait débat et a été différemment apprécié par les sources.
Le parti se présente comme un parti progressiste-humaniste, de centre gauche. Il classé par les sources au centre gauche,, au centre droit, au centre, ou à droite.

## Résultats électoraux

### Élections législatives
| Année | Voix              | %                 | Rang              | Sièges   |
| ----- | ----------------- | ----------------- | ----------------- | -------- |
| 2000  | 109 900           | 2,47 %            | 7e                | 5 / 165  |
| 2010  | 1 562 962         | 9,5 %             | 2e                | 6 / 165  |
| 2015  | Au sein de la MUD | Au sein de la MUD | Au sein de la MUD | 33 / 167 |